# The A-Z of Queen, Volume 1
The A-Z of Queen, Volume 1 es un álbum recopilatorio lanzado por la banda de Rock inglesa Queen en 2007.
El álbum contiene 2 discos (CD y DVD) y solo es disponible en las tiendas Wal-Mart, los discos contiene versiones de estudio y versiones en vivo de cada una de las canciones. algunos de los videos en vivo son con Paul Rodgers interpretando temas con Roger Taylor y Brian May durante su Queen + Paul Rodgers Tour en 2005 y 2006.

## Lista de canciones
1. "A Kind of Magic"
2. "Another One Bites the Dust"
3. "Bohemian Rhapsody"
4. "Bicycle Race"
5. "I Want It All"
6. "Crazy Little Thing Called Love"
7. "Don't Stop Me Now"
8. "Fat Bottomed Girls"
9. "Flash" (single version)
10. "Innuendo"
11. "Good Old-Fashioned Lover Boy"

## Lista de canciones del DVD
1. "A Kind of Magic" (from Greatest Video Hits 2)
2. "Another One Bites the Dust" (from Queen on Fire - Live at the Bowl)
3. "Bohemian Rhapsody" (from Greatest Video Hits 1)
4. "I Want It All" (from Return of the Champions)
5. "Crazy Little Thing Called Love" (from Queen at Wembley)
6. "Don't Stop Me Now" (from Greatest Video Hits 1)
7. "Fat Bottomed Girls" (from Return of the Champions)
8. "Innuendo" (original promo video from the album Innuendo)
9. "Wembley Stadium Concert Interview" (from Queen at Wembley)

## Personal
- John Deacon – bajo, coros
- Brian May – guitarra principal, coros
- Freddie Mercury – voz principal, coros, piano, guitarra
- Roger Taylor – batería, percusión, coros
- Paul Rodgers– voz principal en "I Want It All" y "Fat Bottomed Girls"

- Datos: Q1764609